# فهرست کشورها بر پایه شاخص توده بدنی
در زیر فهرستی از کشورها بر پایه شاخص توده بدنی (انگلیسی: BMI) آمده است. برای نخستین بار این اطلاعات در  سال ۲۰۱۴ از سوی سازمان جهانی بهداشت بر پایه جامعه آماری ۱۸ ساله و بیشتر جمع‌آوری شد و در سال ۲۰۱۵ منتشر شد.

## روش‌شناسی
میانگین شاخص توده بدنی مقیاس ساده‌شده‌ای از وزن نسبی افراد در یک کشور بر پایه کشور فراهم می‌کند.
BMI از رابطه جرم (وزن) فرد تقسیم بر مربع قد آن فرد محاسبه می‌شود. فردی که شاخص توده بدنی‌اش ۲۵ کیلوگرم/متر۲ باشد دارای اضافه وزن است و فردی که شاخص آن عدد ۲۵ کیلوگرم/متر۲ یا بیشتر باشد چاق به‌شمار می‌رود.

## میانگین BMI بر پایه داده سازمان بهداشت جهانی (۲۰۱۴)
داده‌ها در ۲۰۱۵ منتشر شد.
| کشور                   | رتبه کلی | BMI میانگین کلی (kg/m2) | رتبه زنان | BMI میانگین زنان (kg/m2) | رتبه مردان | BMI میانگین مردان (kg/m2) |
| ---------------------- | -------- | ----------------------- | --------- | ------------------------ | ---------- | ------------------------- |
| نائورو                 | ۱        | ۳۲٫۵                    | ۳         | ۳۲٫۸                     | ۱          | ۳۲٫۱                      |
| تونگا                  | ۲        | ۳۱٫۹                    | ۱         | ۳۳٫۵                     | ۲          | ۳۰٫۴                      |
| ساموآ                  | ۳        | ۳۱٫۷                    | ۱         | ۳۳٫۵                     | ۳          | ۲۹٫۹                      |
| کویت                   | ۴        | ۳۰                      | ۶         | ۳۰٫۸                     | ۴          | ۲۹٫۵                      |
| سنت کیتس و نویس        | ۵        | ۲۹٫۷                    | ۵         | ۳۰٫۹                     | ۱۲         | ۲۸٫۴                      |
| سنت لوسیا              | ۶        | ۲۹٫۶                    | ۹         | ۳۰٫۲                     | ۷          | ۲۸٫۹                      |
| کیریباتی               | ۶        | ۲۹٫۶                    | ۸         | ۳۰٫۵                     | ۹          | ۲۸٫۷                      |
| پالائو                 | ۸        | ۲۹٫۴                    | ۱۹        | ۲۹٫۵                     | ۵          | ۲۹٫۴                      |
| ایالات فدرال میکرونزی  | ۸        | ۲۹٫۴                    | ۴         | ۳۱                       | ۲۲         | ۲۷٫۸                      |
| تووالو                 | ۱۰       | ۲۹٫۳                    | ۱۴        | ۲۹٫۹                     | ۹          | ۲۸٫۷                      |
| قطر                    | ۱۱       | ۲۹٫۲                    | ۱۱        | ۳۰٫۱                     | ۶          | ۲۹                        |
| جزایر مارشال           | ۱۱       | ۲۹٫۲                    | ۱۲        | ۳۰                       | ۱۲         | ۲۸٫۴                      |
| مصر                    | ۱۱       | ۲۹٫۲                    | ۷         | ۳۰٫۷                     | ۲۶         | ۲۷٫۶                      |
| امارات متحده عربی      | ۱۴       | ۲۹                      | ۱۵        | ۲۹٫۷                     | ۱۱         | ۲۸٫۶                      |
| اردن                   | ۱۵       | ۲۸٫۹                    | ۱۵        | ۲۹٫۷                     | ۱۵         | ۲۸٫۲                      |
| بلیز                   | ۱۵       | ۲۸٫۹                    | ۹         | ۳۰٫۲                     | ۲۶         | ۲۷٫۶                      |
| ایالات متحده آمریکا    | ۱۷       | ۲۸٫۸                    | ۲۷        | ۲۸٫۸                     | ۸          | ۲۸٫۸                      |
| باهاما                 | ۱۷       | ۲۸٫۸                    | ۱۷        | ۲۹٫۶                     | ۱۶         | ۲۸                        |
| ترینیداد و توباگو      | ۱۹       | ۲۸٫۷                    | ۲۱        | ۲۹٫۴                     | ۲۰         | ۲۷٫۹                      |
| باربادوس               | ۱۹       | ۲۸٫۷                    | ۱۲        | ۳۰                       | ۳۸         | ۲۷٫۴                      |
| عربستان سعودی          | ۲۱       | ۲۸٫۵                    | ۲۹        | ۲۸٫۷                     | ۱۴         | ۲۸٫۳                      |
| لیبی                   | ۲۲       | ۲۸٫۴                    | ۱۷        | ۲۹٫۶                     | ۴۶         | ۲۷٫۲                      |
| بحرین                  | ۲۳       | ۲۸٫۲                    | ۳۲        | ۲۸٫۶                     | ۱۶         | ۲۸                        |
| مکزیک                  | ۲۴       | ۲۸٫۱                    | ۲۹        | ۲۸٫۷                     | ۳۳         | ۲۷٫۵                      |
| آنتیگوآ و باربودا      | ۲۴       | ۲۸٫۱                    | ۱۹        | ۲۹٫۵                     | ۴۴         | ۲۷٫۳                      |
| سوریه                  | ۲۴       | ۲۸٫۱                    | ۲۴        | ۲۹                       | ۴۶         | ۲۷٫۲                      |
| عراق                   | ۲۷       | ۲۸                      | ۲۷        | ۲۸٫۸                     | ۴۶         | ۲۷٫۲                      |
| نیوزیلند               | ۲۸       | ۲۷٫۹                    | ۴۱        | ۲۷٫۸                     | ۱۶         | ۲۸                        |
| لبنان                  | ۲۹       | ۲۷٫۸                    | ۴۵        | ۲۷٫۶                     | ۱۶         | ۲۸                        |
| شیلی                   | ۲۹       | ۲۷٫۸                    | ۳۸        | ۲۸                       | ۲۶         | ۲۷٫۶                      |
| ترکیه                  | ۲۹       | ۲۷٫۸                    | ۳۳        | ۲۸٫۵                     | ۵۰         | ۲۷٫۱                      |
| آرژانتین               | ۳۲       | ۲۷٫۷                    | ۴۷        | ۲۷٫۵                     | ۲۲         | ۲۷٫۸                      |
| جمهوری ایرلند          | ۳۳       | ۲۷٫۵                    | ۵۷        | ۲۷٫۱                     | ۲۰         | ۲۷٫۹                      |
| آندورا                 | ۳۳       | ۲۷٫۵                    | ۵۷        | ۲۷٫۱                     | ۲۲         | ۲۷٫۸                      |
| قزاقستان               | ۳۵       | ۲۷٫۴                    | ۴۷        | ۲۷٫۵                     | ۳۸         | ۲۷٫۴                      |
| السالوادور             | ۳۵       | ۲۷٫۴                    | ۳۸        | ۲۸                       | ۵۶         | ۲۶٫۸                      |
| جمهوری آذربایجان       | ۳۵       | ۲۷٫۴                    | ۳۶        | ۲۸٫۱                     | ۶۷         | ۲۶٫۶                      |
| سورینام                | ۳۵       | ۲۷٫۴                    | ۳۵        | ۲۸٫۲                     | ۶۹         | ۲۶٫۵                      |
| جامائیکا               | ۳۵       | ۲۷٫۴                    | ۲۲        | ۲۹٫۲                     | ۱۰۵        | ۲۵٫۵                      |
| بریتانیا               | ۴۰       | ۲۷٫۳                    | ۵۷        | ۲۷٫۱                     | ۳۳         | ۲۷٫۵                      |
| یونان                  | ۴۰       | ۲۷٫۳                    | ۵۵        | ۲۷٫۲                     | ۳۸         | ۲۷٫۴                      |
| سنت وینسنت و گرنادین‌ها | ۴۰       | ۲۷٫۳                    | ۳۶        | ۲۸٫۱                     | ۶۹         | ۲۶٫۵                      |
| آفریقای جنوبی          | ۴۰       | ۲۷٫۳                    | ۲۳        | ۲۹٫۱                     | ۱۱۰        | ۲۵٫۴                      |
| استرالیا               | ۴۴       | ۲۷٫۲                    | ۶۹        | ۲۶٫۸                     | ۲۶         | ۲۷٫۶                      |
| کانادا                 | ۴۴       | ۲۷٫۲                    | ۶۹        | ۲۶٫۸                     | ۲۶         | ۲۷٫۶                      |
| مالت                   | ۴۴       | ۲۷٫۲                    | ۶۹        | ۲۶٫۸                     | ۳۳         | ۲۷٫۵                      |
| ونزوئلا                | ۴۴       | ۲۷٫۲                    | ۵۷        | ۲۷٫۱                     | ۳۸         | ۲۷٫۴                      |
| گرجستان                | ۴۴       | ۲۷٫۲                    | ۵۲        | ۲۷٫۳                     | ۴۶         | ۲۷٫۲                      |
| فیجی                   | ۴۴       | ۲۷٫۲                    | ۳۴        | ۲۸٫۴                     | ۸۵         | ۲۶٫۱                      |
| پاناما                 | ۵۰       | ۲۷٫۱                    | ۴۳        | ۲۷٫۷                     | ۷۶         | ۲۶٫۴                      |
| قبرس                   | ۵۱       | ۲۷                      | ۸۷        | ۲۶٫۳                     | ۲۶         | ۲۷٫۶                      |
| اکوادور                | ۵۱       | ۲۷                      | ۴۳        | ۲۷٫۷                     | ۷۶         | ۲۶٫۴                      |
| گرنادا                 | ۵۱       | ۲۷                      | ۲۹        | ۲۸٫۷                     | ۱۱۳        | ۲۵٫۲                      |
| دومینیکا               | ۵۱       | ۲۷                      | ۲۴        | ۲۹                       | ۱۱۶        | ۲۵٫۱                      |
| جمهوری چک              | ۵۵       | ۲۶٫۹                    | ۹۴        | ۲۶                       | ۲۲         | ۲۷٫۸                      |
| اسلوونی                | ۵۵       | ۲۶٫۹                    | ۸۷        | ۲۶٫۳                     | ۳۳         | ۲۷٫۵                      |
| عمان                   | ۵۵       | ۲۶٫۹                    | ۵۷        | ۲۷٫۱                     | ۵۶         | ۲۶٫۸                      |
| کاستاریکا              | ۵۵       | ۲۶٫۹                    | ۵۷        | ۲۷٫۱                     | ۶۰         | ۲۶٫۷                      |
| نیکاراگوئه             | ۵۵       | ۲۶٫۹                    | ۴۱        | ۲۷٫۸                     | ۸۸         | ۲۶                        |
| اروگوئه                | ۶۰       | ۲۶٫۸                    | ۶۷        | ۲۶٫۹                     | ۶۰         | ۲۶٫۷                      |
| تونس                   | ۶۰       | ۲۶٫۸                    | ۴۷        | ۲۷٫۵                     | ۸۸         | ۲۶                        |
| سیشل                   | ۶۰       | ۲۶٫۸                    | ۳۸        | ۲۸                       | ۱۰۰        | ۲۵٫۶                      |
| اسپانیا                | ۶۳       | ۲۶٫۷                    | ۹۴        | ۲۶                       | ۳۸         | ۲۷٫۴                      |
| مولداوی                | ۶۳       | ۲۶٫۷                    | ۵۷        | ۲۷٫۱                     | ۸۲         | ۲۶٫۳                      |
| جمهوری دومینیکن        | ۶۳       | ۲۶٫۷                    | ۵۰        | ۲۷٫۴                     | ۸۸         | ۲۶                        |
| ارمنستان               | ۶۳       | ۲۶٫۷                    | ۵۰        | ۲۷٫۴                     | ۹۲         | ۲۵٫۹                      |
| لیتوانی                | ۶۷       | ۲۶٫۶                    | ۹۴        | ۲۶                       | ۴۴         | ۲۷٫۳                      |
| بلاروس                 | ۶۷       | ۲۶٫۶                    | ۹۰        | ۲۶٫۲                     | ۵۰         | ۲۷٫۱                      |
| اسواتینی               | ۶۹       | ۲۶٫۵                    | ۲۶        | ۲۸٫۹                     | ۱۳۰        | ۲۴٫۱                      |
| لوکزامبورگ             | ۶۹       | ۲۶٫۵                    | ۱۱۲       | ۲۵٫۵                     | ۲۶         | ۲۷٫۶                      |
| اسلواکی                | ۶۹       | ۲۶٫۵                    | ۱۰۲       | ۲۵٫۷                     | ۳۸         | ۲۷٫۴                      |
| روسیه                  | ۶۹       | ۲۶٫۵                    | ۶۹        | ۲۶٫۸                     | ۸۵         | ۲۶٫۱                      |
| گواتمالا               | ۶۹       | ۲۶٫۵                    | ۵۷        | ۲۷٫۱                     | ۹۶         | ۲۵٫۸                      |
| لهستان                 | ۷۴       | ۲۶٫۴                    | ۱۰۲       | ۲۵٫۷                     | ۵۲         | ۲۷                        |
| ترکمنستان              | ۷۴       | ۲۶٫۴                    | ۸۲        | ۲۶٫۴                     | ۷۶         | ۲۶٫۴                      |
| هندوراس                | ۷۴       | ۲۶٫۴                    | ۵۲        | ۲۷٫۳                     | ۱۰۵        | ۲۵٫۵                      |
| گویان                  | ۷۷       | ۲۶٫۳                    | ۴۵        | ۲۷٫۶                     | ۱۱۷        | ۲۵                        |
| مجارستان               | ۷۷       | ۲۶٫۳                    | ۱۱۹       | ۲۵٫۲                     | ۳۳         | ۲۷٫۵                      |
| آلمان                  | ۷۷       | ۲۶٫۳                    | ۱۰۶       | ۲۵٫۶                     | ۵۲         | ۲۷                        |
| اسرائیل                | ۷۷       | ۲۶٫۳                    | ۹۰        | ۲۶٫۲                     | ۸۲         | ۲۶٫۳                      |
| پرو                    | ۷۷       | ۲۶٫۳                    | ۶۷        | ۲۶٫۹                     | ۹۸         | ۲۵٫۷                      |
| ایران                  | ۸۲       | ۲۶٫۲                    | ۵۵        | ۲۷٫۲                     | ۱۱۲        | ۲۵٫۳                      |
| پرتغال                 | ۸۲       | ۲۶٫۲                    | ۱۰۲       | ۲۵٫۷                     | ۶۰         | ۲۶٫۷                      |
| برونئی                 | ۸۲       | ۲۶٫۲                    | ۷۸        | ۲۶٫۶                     | ۹۶         | ۲۵٫۸                      |
| کوبا                   | ۸۲       | ۲۶٫۲                    | ۷۵        | ۲۶٫۷                     | ۱۰۰        | ۲۵٫۶                      |
| قرقیزستان              | ۸۲       | ۲۶٫۲                    | ۶۹        | ۲۶٫۸                     | ۱۰۰        | ۲۵٫۶                      |
| وانواتو                | ۸۲       | ۲۶٫۲                    | ۶۹        | ۲۶٫۸                     | ۱۰۰        | ۲۵٫۶                      |
| الجزایر                | ۸۲       | ۲۶٫۲                    | ۶۶        | ۲۷                       | ۱۰۵        | ۲۵٫۵                      |
| آلبانی                 | ۸۹       | ۲۶٫۱                    | ۱۰۶       | ۲۵٫۶                     | ۶۷         | ۲۶٫۶                      |
| بوسنی و هرزگوین        | ۸۹       | ۲۶٫۱                    | ۱۰۲       | ۲۵٫۷                     | ۶۹         | ۲۶٫۵                      |
| ازبکستان               | ۸۹       | ۲۶٫۱                    | ۸۷        | ۲۶٫۳                     | ۹۲         | ۲۵٫۹                      |
| مغولستان               | ۹۲       | ۲۶                      | ۸۲        | ۲۶٫۴                     | ۱۰۵        | ۲۵٫۵                      |
| نروژ                   | ۹۲       | ۲۶                      | ۱۱۹       | ۲۵٫۲                     | ۵۵         | ۲۶٫۹                      |
| ایتالیا                | ۹۲       | ۲۶                      | ۱۱۹       | ۲۵٫۲                     | ۵۶         | ۲۶٫۸                      |
| بلغارستان              | ۹۲       | ۲۶                      | ۱۱۵       | ۲۵٫۳                     | ۶۰         | ۲۶٫۷                      |
| مونته‌نگرو              | ۹۲       | ۲۶                      | ۱۱۲       | ۲۵٫۵                     | ۶۹         | ۲۶٫۵                      |
| اوکراین                | ۹۲       | ۲۶                      | ۱۰۱       | ۲۵٫۸                     | ۷۶         | ۲۶٫۴                      |
| بولیوی                 | ۹۸       | ۲۵٫۹                    | ۵۲        | ۲۷٫۳                     | ۱۲۲        | ۲۴٫۶                      |
| کلمبیا                 | ۹۸       | ۲۵٫۹                    | ۸۰        | ۲۶٫۵                     | ۱۱۰        | ۲۵٫۴                      |
| برزیل                  | ۹۸       | ۲۵٫۹                    | ۹۴        | ۲۶                       | ۹۲         | ۲۵٫۹                      |
| ایسلند                 | ۹۸       | ۲۵٫۹                    | ۱۲۳       | ۲۵٫۱                     | ۶۰         | ۲۶٫۷                      |
| فنلاند                 | ۹۸       | ۲۵٫۹                    | ۱۱۵       | ۲۵٫۳                     | ۶۹         | ۲۶٫۵                      |
| یمن                    | ۱۰۳      | ۲۵٫۸                    | ۸۰        | ۲۶٫۵                     | ۱۱۳        | ۲۵٫۲                      |
| پاراگوئه               | ۱۰۳      | ۲۵٫۸                    | ۹۴        | ۲۶                       | ۱۰۰        | ۲۵٫۶                      |
| لتونی                  | ۱۰۳      | ۲۵٫۸                    | ۱۲۳       | ۲۵٫۱                     | ۵۶         | ۲۶٫۸                      |
| سوئد                   | ۱۰۳      | ۲۵٫۸                    | ۱۳۱       | ۲۴٫۹                     | ۶۰         | ۲۶٫۷                      |
| صربستان                | ۱۰۳      | ۲۵٫۸                    | ۱۱۹       | ۲۵٫۲                     | ۷۶         | ۲۶٫۴                      |
| مقدونیه شمالی          | ۱۰۳      | ۲۵٫۸                    | ۱۱۵       | ۲۵٫۳                     | ۷۶         | ۲۶٫۴                      |
| موریس                  | ۱۰۹      | ۲۵٫۶                    | ۹۰        | ۲۶٫۲                     | ۱۱۷        | ۲۵                        |
| گینه استوایی           | ۱۰۹      | ۲۵٫۶                    | ۹۳        | ۲۶٫۱                     | ۱۱۷        | ۲۵                        |
| مراکش                  | ۱۰۹      | ۲۵٫۶                    | ۹۹        | ۲۵٫۹                     | ۱۱۳        | ۲۵٫۲                      |
| گابن                   | ۱۱۲      | ۲۵٫۵                    | ۸۲        | ۲۶٫۴                     | ۱۲۲        | ۲۴٫۶                      |
| جزایر سلیمان           | ۱۱۲      | ۲۵٫۵                    | ۸۲        | ۲۶٫۴                     | ۱۲۴        | ۲۴٫۵                      |
| بلژیک                  | ۱۱۲      | ۲۵٫۵                    | ۱۳۴       | ۲۴٫۷                     | ۸۴         | ۲۶٫۲                      |
| استونی                 | ۱۱۲      | ۲۵٫۵                    | ۱۴۲       | ۲۴٫۳                     | ۵۲         | ۲۷                        |
| کرواسی                 | ۱۱۲      | ۲۵٫۵                    | ۱۳۵       | ۲۴٫۶                     | ۶۹         | ۲۶٫۵                      |
| تاجیکستان              | ۱۱۷      | ۲۵٫۴                    | ۱۱۵       | ۲۵٫۳                     | ۱۰۵        | ۲۵٫۵                      |
| هلند                   | ۱۱۷      | ۲۵٫۴                    | ۱۲۹       | ۲۵                       | ۹۲         | ۲۵٫۹                      |
| اتریش                  | ۱۱۷      | ۲۵٫۴                    | ۱۴۰       | ۲۴٫۴                     | ۶۹         | ۲۶٫۵                      |
| پاپوآ گینه نو          | ۱۲۰      | ۲۵٫۳                    | ۱۰۶       | ۲۵٫۶                     | ۱۱۷        | ۲۵                        |
| مالزی                  | ۱۲۰      | ۲۵٫۳                    | ۱۰۶       | ۲۵٫۶                     | ۱۱۷        | ۲۵                        |
| رومانی                 | ۱۲۰      | ۲۵٫۳                    | ۱۳۱       | ۲۴٫۹                     | ۹۸         | ۲۵٫۷                      |
| دانمارک                | ۱۲۰      | ۲۵٫۳                    | ۱۳۹       | ۲۴٫۵                     | ۸۸         | ۲۶                        |
| فرانسه                 | ۱۲۰      | ۲۵٫۳                    | ۱۳۵       | ۲۴٫۶                     | ۸۵         | ۲۶٫۱                      |
| سوئیس                  | ۱۲۰      | ۲۵٫۳                    | ۱۵۵       | ۲۳٫۸                     | ۶۰         | ۲۶٫۷                      |
| سودان جنوبی            | ۱۲۶      | ۲۵٫۲                    | ۷۵        | ۲۶٫۷                     | ۱۳۴        | ۲۳٫۷                      |
| سودان                  | ۱۲۶      | ۲۵٫۲                    | ۷۵        | ۲۶٫۷                     | ۱۳۴        | ۲۳٫۷                      |
| مالدیو                 | ۱۲۸      | ۲۵٫۱                    | ۹۹        | ۲۵٫۹                     | ۱۲۷        | ۲۴٫۲                      |
| لسوتو                  | ۱۲۹      | ۲۴٫۹                    | ۵۷        | ۲۷٫۱                     | ۱۵۱        | ۲۲٫۷                      |
| موریتانی               | ۱۳۰      | ۲۴٫۸                    | ۸۲        | ۲۶٫۴                     | ۱۴۲        | ۲۳٫۲                      |
| سائوتومه و پرنسیپ      | ۱۳۰      | ۲۴٫۸                    | ۱۰۶       | ۲۵٫۶                     | ۱۳۱        | ۲۳٫۹                      |
| بوتسوانا               | ۱۳۲      | ۲۴٫۷                    | ۷۸        | ۲۶٫۶                     | ۱۴۷        | ۲۲٫۹                      |
| کیپ ورد                | ۱۳۲      | ۲۴٫۷                    | ۱۱۴       | ۲۵٫۴                     | ۱۳۱        | ۲۳٫۹                      |
| کامرون                 | ۱۳۴      | ۲۴٫۴                    | ۱۲۳       | ۲۵٫۱                     | ۱۳۳        | ۲۳٫۸                      |
| نامیبیا                | ۱۳۵      | ۲۴٫۳                    | ۱۰۶       | ۲۵٫۶                     | ۱۴۷        | ۲۲٫۹                      |
| غنا                    | ۱۳۶      | ۲۴٫۲                    | ۱۲۳       | ۲۵٫۱                     | ۱۳۹        | ۲۳٫۴                      |
| کومور                  | ۱۳۷      | ۲۴٫۱                    | ۱۲۳       | ۲۵٫۱                     | ۱۴۵        | ۲۳                        |
| تایلند                 | ۱۳۷      | ۲۴٫۱                    | ۱۳۵       | ۲۴٫۶                     | ۱۳۶        | ۲۳٫۶                      |
| آنگولا                 | ۱۳۷      | ۲۴٫۱                    | ۱۳۵       | ۲۴٫۶                     | ۱۳۸        | ۲۳٫۵                      |
| هائیتی                 | ۱۳۷      | ۲۴٫۱                    | ۱۴۸       | ۲۴                       | ۱۲۷        | ۲۴٫۲                      |
| گامبیا                 | ۱۴۱      | ۲۴                      | ۱۲۳       | ۲۵٫۱                     | ۱۴۵        | ۲۳                        |
| لیبریا                 | ۱۴۱      | ۲۴                      | ۱۳۱       | ۲۴٫۹                     | ۱۴۲        | ۲۳٫۲                      |
| چین                    | ۱۴۳      | ۲۳٫۹                    | ۱۵۷       | ۲۳٫۶                     | ۱۲۷        | ۲۴٫۲                      |
| کره جنوبی              | ۱۴۳      | ۲۳٫۹                    | ۱۶۰       | ۲۳٫۴                     | ۱۲۵        | ۲۴٫۳                      |
| پاکستان                | ۱۴۵      | ۲۳٫۸                    | ۱۴۰       | ۲۴٫۴                     | ۱۴۱        | ۲۳٫۳                      |
| بوتان (کشور)           | ۱۴۵      | ۲۳٫۸                    | ۱۴۴       | ۲۴٫۲                     | ۱۳۹        | ۲۳٫۴                      |
| سنگاپور                | ۱۴۷      | ۲۳٫۷                    | ۱۶۵       | ۲۳٫۲                     | ۱۲۵        | ۲۴٫۳                      |
| ساحل عاج               | ۱۴۸      | ۲۳٫۶                    | ۱۴۵       | ۲۴٫۱                     | ۱۴۲        | ۲۳٫۲                      |
| زیمبابوه               | ۱۴۹      | ۲۳٫۴                    | ۱۲۹       | ۲۵                       | ۱۷۲        | ۲۱٫۸                      |
| بنین                   | ۱۴۹      | ۲۳٫۴                    | ۱۴۲       | ۲۴٫۳                     | ۱۵۳        | ۲۲٫۶                      |
| نیجریه                 | ۱۴۹      | ۲۳٫۴                    | ۱۴۸       | ۲۴                       | ۱۵۰        | ۲۲٫۸                      |
| جمهوری کنگو            | ۱۵۲      | ۲۳٫۳                    | ۱۴۵       | ۲۴٫۱                     | ۱۵۵        | ۲۲٫۵                      |
| جیبوتی                 | ۱۵۲      | ۲۳٫۳                    | ۱۵۳       | ۲۳٫۹                     | ۱۵۱        | ۲۲٫۷                      |
| توگو                   | ۱۵۴      | ۲۳٫۲                    | ۱۴۸       | ۲۴                       | ۱۵۷        | ۲۲٫۴                      |
| فیلیپین                | ۱۵۴      | ۲۳٫۲                    | ۱۶۰       | ۲۳٫۴                     | ۱۴۷        | ۲۲٫۹                      |
| گینه بیسائو            | ۱۵۶      | ۲۳٫۱                    | ۱۵۳       | ۲۳٫۹                     | ۱۶۲        | ۲۲٫۲                      |
| تانزانیا               | ۱۵۶      | ۲۳٫۱                    | ۱۴۸       | ۲۴                       | ۱۶۲        | ۲۲٫۲                      |
| سنگال                  | ۱۵۸      | ۲۳                      | ۱۴۵       | ۲۴٫۱                     | ۱۷۲        | ۲۱٫۸                      |
| کنیا                   | ۱۵۸      | ۲۳                      | ۱۴۸       | ۲۴                       | ۱۶۹        | ۲۱٫۹                      |
| سری‌لانکا               | ۱۵۸      | ۲۳                      | ۱۵۹       | ۲۳٫۵                     | ۱۵۵        | ۲۲٫۵                      |
| اندونزی                | ۱۶۱      | ۲۲٫۹                    | ۱۶۰       | ۲۳٫۴                     | ۱۵۷        | ۲۲٫۴                      |
| سیرالئون               | ۱۶۲      | ۲۲٫۸                    | ۱۵۷       | ۲۳٫۶                     | ۱۶۸        | ۲۲                        |
| مالاوی                 | ۱۶۲      | ۲۲٫۸                    | ۱۶۳       | ۲۳٫۳                     | ۱۶۱        | ۲۲٫۳                      |
| مالی                   | ۱۶۲      | ۲۲٫۸                    | ۱۶۸       | ۲۳                       | ۱۵۳        | ۲۲٫۶                      |
| گینه                   | ۱۶۵      | ۲۲٫۷                    | ۱۶۳       | ۲۳٫۳                     | ۱۶۴        | ۲۲٫۱                      |
| زامبیا                 | ۱۶۶      | ۲۲٫۶                    | ۱۵۵       | ۲۳٫۸                     | ۱۷۸        | ۲۱٫۵                      |
| میانمار                | ۱۶۶      | ۲۲٫۶                    | ۱۶۵       | ۲۳٫۲                     | ۱۶۴        | ۲۲٫۱                      |
| لائوس                  | ۱۶۶      | ۲۲٫۶                    | ۱۷۱       | ۲۲٫۷                     | ۱۵۷        | ۲۲٫۴                      |
| ژاپن                   | ۱۶۶      | ۲۲٫۶                    | ۱۸۳       | ۲۱٫۷                     | ۱۳۶        | ۲۳٫۶                      |
| جمهوری آفریقای مرکزی   | ۱۷۰      | ۲۲٫۴                    | ۱۶۵       | ۲۳٫۲                     | ۱۷۶        | ۲۱٫۶                      |
| موزامبیک               | ۱۷۱      | ۲۲٫۳                    | ۱۶۸       | ۲۳                       | ۱۷۶        | ۲۱٫۶                      |
| چاد                    | ۱۷۱      | ۲۲٫۳                    | ۱۷۳       | ۲۲٫۵                     | ۱۶۴        | ۲۲٫۱                      |
| جمهوری دموکراتیک کنگو  | ۱۷۳      | ۲۲٫۲                    | ۱۷۳       | ۲۲٫۵                     | ۱۷۲        | ۲۱٫۸                      |
| نپال                   | ۱۷۳      | ۲۲٫۲                    | ۱۷۸       | ۲۲                       | ۱۵۷        | ۲۲٫۴                      |
| بورکینافاسو            | ۱۷۵      | ۲۲٫۱                    | ۱۷۸       | ۲۲                       | ۱۶۴        | ۲۲٫۱                      |
| اوگاندا                | ۱۷۶      | ۲۲                      | ۱۶۸       | ۲۳                       | ۱۸۵        | ۲۱                        |
| رواندا                 | ۱۷۶      | ۲۲                      | ۱۷۱       | ۲۲٫۷                     | ۱۸۲        | ۲۱٫۳                      |
| سومالی                 | ۱۷۸      | ۲۱٫۹                    | ۱۷۳       | ۲۲٫۵                     | ۱۸۴        | ۲۱٫۲                      |
| هند                    | ۱۷۸      | ۲۱٫۹                    | ۱۷۷       | ۲۲٫۱                     | ۱۷۲        | ۲۱٫۸                      |
| کامبوج                 | ۱۷۸      | ۲۱٫۹                    | ۱۷۸       | ۲۲                       | ۱۶۹        | ۲۱٫۹                      |
| کره شمالی              | ۱۸۱      | ۲۱٫۸                    | ۱۸۱       | ۲۱٫۸                     | ۱۶۹        | ۲۱٫۹                      |
| نیجر                   | ۱۸۲      | ۲۱٫۷                    | ۱۷۶       | ۲۲٫۲                     | ۱۸۲        | ۲۱٫۳                      |
| ویتنام                 | ۱۸۳      | ۲۱٫۶                    | ۱۸۴       | ۲۱٫۶                     | ۱۷۸        | ۲۱٫۵                      |
| افغانستان              | ۱۸۳      | ۲۱٫۶                    | ۱۸۱       | ۲۱٫۸                     | ۱۷۸        | ۲۱٫۵                      |
| تیمور شرقی             | ۱۸۵      | ۲۱٫۲                    | ۱۸۸       | ۲۱                       | ۱۷۸        | ۲۱٫۵                      |
| ماداگاسکار             | ۱۸۶      | ۲۱٫۱                    | ۱۸۶       | ۲۱٫۲                     | ۱۸۶        | ۲۰٫۹                      |
| بنگلادش                | ۱۸۷      | ۲۱                      | ۱۸۶       | ۲۱٫۲                     | ۱۸۷        | ۲۰٫۷                      |
| بوروندی                | ۱۸۸      | ۲۰٫۹                    | ۱۸۵       | ۲۱٫۳                     | ۱۸۸        | ۲۰٫۴                      |
| اتیوپی                 | ۱۸۹      | ۲۰٫۶                    | ۱۸۸       | ۲۱                       | ۱۸۹        | ۲۰٫۲                      |
| اریتره                 | ۱۹۰      | ۲۰٫۵                    | ۱۸۸       | ۲۱                       | ۱۹۰        | ۲۰٫۱                      |
| کوزوو                  | -        | -                       | -         | -                        | -          | -                         |
| لیختن‌اشتاین            | -        | -                       | -         | -                        | -          | -                         |
| موناکو                 | -        | -                       | -         | -                        | -          | -                         |
| سان مارینو             | -        | -                       | -         | -                        | -          | -                         |
| تایوان                 | -        | -                       | -         | -                        | -          | -                         |
| واتیکان                | -        | -                       | -         | -                        | -          | -                         |

## داده‌های سازمان جهانی بهداشت دربارهٔ شیوع چاقی (BMI ≥ ۳۰kg/m2) (۲۰۱۶)
داده‌ها در ۲۰۱۷ منتشر شد.
| کشور                   | رتبه کلی | شیوع کلی چاقی (%) | رتبه مردان | شیوع چاقی در مردان (%) | رتبه زنان | شیوع چاقی در زنان (%) |
| ---------------------- | -------- | ----------------- | ---------- | ---------------------- | --------- | --------------------- |
| نائورو                 | ۱        | ۶۱٫۰              | ۱          | ۵۸٫۷                   | ۱         | ۶۳٫۳                  |
| جزایر کوک              | ۲        | ۵۵٫۹              | ۲          | ۵۲٫۶                   | ۲         | ۵۹٫۲                  |
| پالائو                 | ۳        | ۵۵٫۳              | ۳          | ۵۱٫۸                   | ۳         | ۵۸٫۸                  |
| جزایر مارشال           | ۴        | ۵۲٫۹              | ۴          | ۴۸٫۴                   | ۴         | ۵۷٫۳                  |
| تووالو                 | ۵        | ۵۱٫۶              | ۵          | ۴۷٫۰                   | ۵         | ۵۶٫۲                  |
| نیووی                  | ۶        | ۵۰٫۰              | ۶          | ۴۴٫۸                   | ۶         | ۵۵٫۱                  |
| تونگا                  | ۷        | ۴۸٫۲              | ۸          | ۴۱٫۴                   | ۸         | ۵۴٫۵                  |
| ساموآ                  | ۸        | ۴۷٫۳              | ۱۰         | ۳۹٫۹                   | ۷         | ۵۵٫۰                  |
| کیریباتی               | ۹        | ۴۶٫۰              | ۷          | ۴۱٫۶                   | ۱۰        | ۵۰٫۴                  |
| ایالات فدرال میکرونزی  | ۱۰       | ۴۵٫۸              | ۹          | ۴۰٫۱                   | ۹         | ۵۱٫۵                  |
| کویت                   | ۱۱       | ۳۷٫۹              | ۱۲         | ۳۳٫۳                   | ۱۱        | ۴۵٫۶                  |
| ایالات متحده آمریکا    | ۱۲       | ۳۶٫۲              | ۱۱         | ۳۵٫۵                   | ۲۱        | ۳۷٫۰                  |
| اردن                   | ۱۳       | ۳۵٫۵              | ۱۹         | ۲۸٫۲                   | ۱۳        | ۴۳٫۱                  |
| عربستان سعودی          | ۱۵       | ۳۵٫۴              | ۱۴         | ۳۰٫۸                   | ۱۴        | ۴۲٫۳                  |
| قطر                    | ۱۳       | ۳۵٫۵              | ۱۳         | ۳۲٫۵                   | ۱۲        | ۴۳٫۱                  |
| لیبی                   | ۱۶       | ۳۲٫۵              | ۳۲         | ۲۵                     | ۱۷        | ۳۹.۶                  |
| ترکیه                  | ۱۷       | ۳۲٫۱              | ۳۷         | ۲۴٫۴                   | ۱۹        | ۳۹٫۲                  |
| مصر                    | ۱۸       | ۳۲٫۰              | ۵۴         | ۲۲٫۷                   | ۱۵        | ۴۱٫۱                  |
| لبنان                  | ۱۸       | ۳۲٫۰              | ۲۲         | ۲۷٫۴                   | ۲۲        | ۳۷٫۰                  |
| امارات متحده عربی      | ۲۰       | ۳۱٫۷              | ۲۱         | ۲۷٫۵                   | ۱۶        | ۴۱٫۰                  |
| باهاما                 | ۲۱       | ۳۱٫۶              | ۳۸         | ۲۴٫۴                   | ۲۰        | ۳۸٫۱                  |
| نیوزیلند               | ۲۲       | ۳۰٫۸              | ۱۵         | ۳۰٫۱                   | ۳۸        | ۳۱٫۴                  |
| عراق                   | ۲۳       | ۳۰٫۴              | ۷۰         | ۲۰٫۹                   | ۲۸        | ۳۴٫۸                  |
| فیجی                   | ۲۴       | ۳۰٫۲              | ۳۰         | ۲۵٫۱                   | ۲۶        | ۳۵٫۳                  |
| بحرین                  | ۲۵       | ۲۹٫۸              | ۲۸         | ۲۵٫۵                   | ۲۴        | ۳۶٫۸                  |
| کانادا                 | ۲۶       | ۲۹٫۴              | ۱۷         | ۲۹٫۵                   | ۴۷        | ۲۹٫۳                  |
| استرالیا               | ۲۷       | ۲۹٫۰              | ۱۶         | ۲۹٫۶                   | ۵۶        | ۲۸٫۴                  |
| مالت                   | ۲۸       | ۲۸٫۹              | ۳۹         | ۲۴٫۳                   | ۳۴        | ۳۲٫۸                  |
| مکزیک                  | ۲۸       | ۲۸٫۹              | ۴۸         | ۲۳٫۴                   | ۲۳        | ۳۷٫۰                  |
| آفریقای جنوبی          | ۳۰       | ۲۸٫۳              | ۱۰۵        | ۱۵٫۴                   | ۱۸        | ۳۹٫۶                  |
| آرژانتین               | ۳۰       | ۲۸٫۳              | ۲۳         | ۲۷٫۳                   | ۴۹        | ۲۹٫۰                  |
| شیلی                   | ۳۲       | ۲۸٫۰              | ۳۳         | ۲۴٫۹                   | ۴۰        | ۳۱٫۰                  |
| دومینیکا               | ۳۳       | ۲۷٫۹              | ۷۶         | ۱۹٫۹                   | ۲۵        | ۳۵٫۶                  |
| اروگوئه                | ۳۳       | ۲۷٫۹              | ۳۴         | ۲۴٫۹                   | ۴۲        | ۳۰٫۶                  |
| سوریه                  | ۳۵       | ۲۷٫۸              | ۱۸         | ۲۹٫۲                   | ۵۵        | ۲۸٫۵                  |
| بریتانیا               | ۳۵       | ۲۷٫۸              | ۲۴         | ۲۶٫۹                   | ۵۳        | ۲۸٫۶                  |
| جمهوری دومینیکن        | ۳۵       | ۲۷٫۸              | ۶۸         | ۲۱٫۰                   | ۳۰        | ۳۴٫۱                  |
| الجزایر                | ۳۸       | ۲۷٫۴              | ۷۷         | ۱۹٫۹                   | ۲۷        | ۳۴٫۹                  |
| عمان                   | ۳۹       | ۲۷٫۰              | ۵۳         | ۲۲٫۹                   | ۳۱        | ۳۳٫۷                  |
| تونس                   | ۴۰       | ۲۶٫۹              | ۸۲         | ۱۹٫۱                   | ۲۹        | ۳۴٫۳                  |
| سورینام                | ۴۱       | ۲۶٫۴              | ۸۳         | ۱۸٫۹                   | ۳۲        | ۳۳٫۷                  |
| مجارستان               | ۴۱       | ۲۶٫۴              | ۱۹         | ۲۸٫۲                   | ۸۵        | ۲۴٫۶                  |
| لیتوانی                | ۴۳       | ۲۶٫۳              | ۴۰         | ۲۴٫۲                   | ۵۷        | ۲۷٫۸                  |
| مراکش                  | ۴۴       | ۲۶٫۱              | ۷۸         | ۱۹٫۴                   | ۳۵        | ۳۲٫۲                  |
| اسرائیل                | ۴۴       | ۲۶٫۱              | ۲۶         | ۲۵٫۹                   | ۶۹        | ۲۶٫۲                  |
| جمهوری چک              | ۴۶       | ۲۶٫۰              | ۲۵         | ۲۶٫۴                   | ۷۷        | ۲۵٫۴                  |
| ایران                  | ۴۷       | ۲۵٫۸              | ۸۰         | ۱۹٫۳                   | ۳۶        | ۳۲٫۲                  |
| کاستاریکا              | ۴۸       | ۲۵٫۷              | ۶۶         | ۲۱٫۱                   | ۴۳        | ۳۰٫۴                  |
| ونزوئلا                | ۴۹       | ۲۵٫۶              | ۵۶         | ۲۲٫۴                   | ۵۴        | ۲۸٫۶                  |
| آندورا                 | ۴۹       | ۲۵٫۶              | ۲۷         | ۲۵٫۹                   | ۸۱        | ۲۵٫۳                  |
| جمهوری ایرلند          | ۵۱       | ۲۵٫۳              | ۳۱         | ۲۵٫۱                   | ۷۶        | ۲۵٫۵                  |
| وانواتو                | ۵۲       | ۲۵٫۲              | ۷۴         | ۲۰٫۲                   | ۴۵        | ۳۰٫۱                  |
| بلغارستان              | ۵۳       | ۲۵٫۰              | ۲۹         | ۲۵٫۵                   | ۸۷        | ۲۴٫۳                  |
| یونان                  | ۵۴       | ۲۴٫۹              | ۴۱         | ۲۴٫۲                   | ۷۸        | ۲۵٫۴                  |
| جامائیکا               | ۵۵       | ۲۴٫۷              | ۱۰۶        | ۱۵٫۳                   | ۳۳        | ۳۳٫۴                  |
| کوبا                   | ۵۶       | ۲۴٫۶              | ۸۴         | ۱۸٫۹                   | ۴۴        | ۳۰٫۳                  |
| السالوادور             | ۵۶       | ۲۴٫۶              | ۸۵         | ۱۸٫۹                   | ۵۲        | ۲۸٫۹                  |
| بلاروس                 | ۵۸       | ۲۴٫۵              | ۵۹         | ۲۲٫۱                   | ۶۸        | ۲۶٫۳                  |
| کرواسی                 | ۵۹       | ۲۴٫۴              | ۴۴         | ۲۴٫۱                   | ۸۶        | ۲۴٫۵                  |
| بلیز                   | ۶۰       | ۲۴٫۱              | ۱۰۰        | ۱۶٫۵                   | ۳۷        | ۳۱٫۵                  |
| اوکراین                | ۶۰       | ۲۴٫۱              | ۶۰         | ۲۲٫۰                   | ۷۴        | ۲۵٫۷                  |
| اسپانیا                | ۶۲       | ۲۳٫۸              | ۳۵         | ۲۴٫۶                   | ۹۵        | ۲۲٫۸                  |
| سنت وینسنت و گرنادین‌ها | ۶۳       | ۲۳٫۷              | ۹۸         | ۱۶٫۶                   | ۴۱        | ۳۱٫۰                  |
| نیکاراگوئه             | ۶۳       | ۲۳٫۷              | ۸۹         | ۱۷٫۹                   | ۵۰        | ۲۹٫۰                  |
| لتونی                  | ۶۵       | ۲۳٫۶              | ۶۴         | ۲۱٫۶                   | ۸۳        | ۲۵٫۱                  |
| مونته‌نگرو              | ۶۶       | ۲۳٫۳              | ۵۰         | ۲۳٫۳                   | ۹۳        | ۲۳٫۱                  |
| باربادوس               | ۶۷       | ۲۳٫۱              | ۱۱۱        | ۱۴٫۷                   | ۳۹        | ۳۱٫۳                  |
| روسیه                  | ۶۷       | ۲۳٫۱              | ۸۸         | ۱۸٫۱                   | ۶۲        | ۲۶٫۹                  |
| نروژ                   | ۶۷       | ۲۳٫۱              | ۴۷         | ۲۳٫۶                   | ۹۷        | ۲۲٫۵                  |
| لهستان                 | ۶۷       | ۲۳٫۱              | ۴۵         | ۲۳٫۷                   | ۹۸        | ۲۲٫۲                  |
| سنت کیتس و نویس        | ۷۱       | ۲۲٫۹              | ۱۰۷        | ۱۵٫۳                   | ۴۶        | ۳۰٫۱                  |
| پاناما                 | ۷۲       | ۲۲٫۷              | ۹۲         | ۱۷٫۸                   | ۵۸        | ۲۷٫۶                  |
| هائیتی                 | ۷۲       | ۲۲٫۷              | ۹۰         | ۱۷٫۹                   | ۶۳        | ۲۶٫۹                  |
| لوکزامبورگ             | ۷۴       | ۲۲٫۶              | ۳۶         | ۲۴٫۵                   | ۱۱۲       | ۲۰٫۷                  |
| جزایر سلیمان           | ۷۵       | ۲۲٫۵              | ۹۱         | ۱۷٫۹                   | ۵۹        | ۲۷٫۱                  |
| رومانی                 | ۷۵       | ۲۲٫۵              | ۴۹         | ۲۳٫۴                   | ۱۰۴       | ۲۱٫۶                  |
| مقدونیه شمالی          | ۷۷       | ۲۲٫۴              | ۵۵         | ۲۲٫۶                   | ۹۹        | ۲۲٫۱                  |
| کلمبیا                 | ۷۸       | ۲۲٫۳              | ۹۳         | ۱۷٫۶                   | ۶۶        | ۲۶٫۶                  |
| آلمان                  | ۷۸       | ۲۲٫۳              | ۴۲         | ۲۴٫۲                   | ۱۱۵       | ۲۰٫۴                  |
| فنلاند                 | ۸۰       | ۲۲٫۲              | ۴۶         | ۲۳٫۷                   | ۱۱۳       | ۲۰٫۶                  |
| برزیل                  | ۸۱       | ۲۲٫۱              | ۸۷         | ۱۸٫۵                   | ۷۹        | ۲۵٫۴                  |
| بلژیک                  | ۸۱       | ۲۲٫۱              | ۵۱         | ۲۳٫۱                   | ۱۰۹       | ۲۱٫۰                  |
| ایسلند                 | ۸۳       | ۲۱٫۹              | ۴۳         | ۲۴٫۲                   | ۱۲۰       | ۱۹٫۴                  |
| قبرس                   | ۸۴       | ۲۱٫۸              | ۶۲         | ۲۱٫۹                   | ۱۰۵       | ۲۱٫۶                  |
| گرجستان                | ۸۵       | ۲۱٫۷              | ۸۱         | ۱۹٫۲                   | ۸۹        | ۲۳٫۸                  |
| آلبانی                 | ۸۵       | ۲۱٫۷              | ۶۵         | ۲۱٫۶                   | ۱۰۱       | ۲۱٫۸                  |
| فرانسه                 | ۸۷       | ۲۱٫۶              | ۶۱         | ۲۲٫۰                   | ۱۰۷       | ۲۱٫۱                  |
| صربستان                | ۸۸       | ۲۱٫۵              | ۶۷         | ۲۱٫۱                   | ۱۰۲       | ۲۱٫۸                  |
| هندوراس                | ۸۹       | ۲۱٫۴              | ۱۰۴        | ۱۵٫۶                   | ۶۴        | ۲۶٫۹                  |
| گرنادا                 | ۹۰       | ۲۱٫۳              | ۱۱۵        | ۱۳٫۳                   | ۵۱        | ۲۹٫۰                  |
| پاپوآ گینه نو          | ۹۰       | ۲۱٫۳              | ۹۹         | ۱۶٫۶                   | ۷۳        | ۲۵٫۸                  |
| گواتمالا               | ۹۲       | ۲۱٫۲              | ۱۰۹        | ۱۵٫۱                   | ۶۷        | ۲۶٫۴                  |
| استونی                 | ۹۲       | ۲۱٫۲              | ۷۲         | ۲۰٫۳                   | ۱۰۳       | ۲۱٫۸                  |
| قزاقستان               | ۹۴       | ۲۱٫۰              | ۸۶         | ۱۸٫۹                   | ۹۶        | ۲۲٫۷                  |
| پرتغال                 | ۹۵       | ۲۰٫۸              | ۷۳         | ۲۰٫۳                   | ۱۰۶       | ۲۱٫۲                  |
| مغولستان               | ۹۶       | ۲۰٫۶              | ۹۴         | ۱۷٫۵                   | ۹۲        | ۲۳٫۲                  |
| سوئد                   | ۹۶       | ۲۰٫۶              | ۵۲         | ۲۳٫۱                   | ۱۲۷       | ۱۸٫۱                  |
| اسلواکی                | ۹۸       | ۲۰٫۵              | ۶۹         | ۲۱٫۰                   | ۱۱۸       | ۱۹٫۹                  |
| هلند                   | ۹۹       | ۲۰٫۴              | ۷۱         | ۲۰٫۸                   | ۱۱۷       | ۲۰٫۰                  |
| پاراگوئه               | ۱۰۰      | ۲۰٫۳              | ۹۵         | ۱۷٫۱                   | ۹۱        | ۲۳٫۴                  |
| گویان                  | ۱۰۱      | ۲۰٫۲              | ۱۱۷        | ۱۲٫۷                   | ۶۰        | ۲۷٫۱                  |
| بولیوی                 | ۱۰۱      | ۲۰٫۲              | ۱۱۲        | ۱۴٫۵                   | ۷۵        | ۲۵٫۶                  |
| ارمنستان               | ۱۰۱      | ۲۰٫۲              | ۹۶         | ۱۷٫۱                   | ۹۴        | ۲۳٫۰                  |
| اسلوونی                | ۱۰۱      | ۲۰٫۲              | ۷۹         | ۱۹٫۴                   | ۱۱۰       | ۲۱٫۰                  |
| اتریش                  | ۱۰۵      | ۲۰٫۱              | ۶۳         | ۲۱٫۹                   | ۱۲۵       | ۱۸٫۳                  |
| اکوادور                | ۱۰۶      | ۱۹٫۹              | ۱۱۰        | ۱۴٫۹                   | ۸۴        | ۲۴٫۷                  |
| جمهوری آذربایجان       | ۱۰۶      | ۱۹٫۹              | ۱۰۳        | ۱۵٫۸                   | ۹۰        | ۲۳٫۶                  |
| ایتالیا                | ۱۰۶      | ۱۹٫۹              | ۷۵         | ۲۰٫۱                   | ۱۱۹       | ۱۹٫۵                  |
| سنت لوسیا              | ۱۰۹      | ۱۹٫۷              | ۱۱۹        | ۱۲٫۰                   | ۶۱        | ۲۷٫۰                  |
| پرو                    | ۱۰۹      | ۱۹٫۷              | ۱۰۸        | ۱۵٫۲                   | ۸۸        | ۲۴٫۲                  |
| دانمارک                | ۱۰۹      | ۱۹٫۷              | ۵۷         | ۲۲٫۳                   | ۱۲۹       | ۱۷٫۰                  |
| سوئیس                  | ۱۱۲      | ۱۹٫۵              | ۵۸         | ۲۲٫۲                   | ۱۳۰       | ۱۶٫۹                  |
| بوتسوانا               | ۱۱۳      | ۱۸٫۹              | ۱۲۶        | ۸٫۱                    | ۴۸        | ۲۹٫۳                  |
| آنتیگوآ و باربودا      | ۱۱۳      | ۱۸٫۹              | ۱۲۱        | ۱۱٫۶                   | ۷۲        | ۲۵٫۹                  |
| مولداوی                | ۱۱۳      | ۱۸٫۹              | ۱۰۱        | ۱۶٫۲                   | ۱۰۸       | ۲۱٫۱                  |
| ترینیداد و توباگو      | ۱۱۶      | ۱۸٫۶              | ۱۲۳        | ۱۰٫۸                   | ۷۱        | ۲۶٫۰                  |
| ترکمنستان              | ۱۱۶      | ۱۸٫۶              | ۱۰۲        | ۱۵٫۹                   | ۱۱۱       | ۲۰٫۹                  |
| بوسنی و هرزگوین        | ۱۱۸      | ۱۷٫۹              | ۹۷         | ۱۷٫۱                   | ۱۲۴       | ۱۸٫۴                  |
| نامیبیا                | ۱۱۹      | ۱۷٫۲              | ۱۲۸        | ۷٫۵                    | ۸۰        | ۲۵٫۴                  |
| یمن                    | ۱۲۰      | ۱۷٫۱              | ۱۲۰        | ۱۲٫۰                   | ۱۰۰       | ۲۲٫۰                  |
| لسوتو                  | ۱۲۱      | ۱۶٫۶              | ۱۵۲        | ۴٫۶                    | ۶۵        | ۲۶٫۷                  |
| ازبکستان               | ۱۲۱      | ۱۶٫۶              | ۱۱۴        | ۱۳٫۸                   | ۱۲۱       | ۱۹٫۰                  |
| قرقیزستان              | ۱۲۱      | ۱۶٫۶              | ۱۱۳        | ۱۴٫۰                   | ۱۲۲       | ۱۸٫۶                  |
| اسواتینی               | ۱۲۴      | ۱۶٫۵              | ۱۴۴        | ۵٫۴                    | ۷۰        | ۲۶٫۲                  |
| مالزی                  | ۱۲۵      | ۱۵٫۶              | ۱۱۶        | ۱۳٫۰                   | ۱۲۸       | ۱۷٫۹                  |
| زیمبابوه               | ۱۲۶      | ۱۵٫۵              | ۱۴۹        | ۴٫۷                    | ۸۲        | ۲۵٫۳                  |
| گابن                   | ۱۲۷      | ۱۵٫۰              | ۱۲۴        | ۹٫۶                    | ۱۱۶       | ۲۰٫۳                  |
| تاجیکستان              | ۱۲۸      | ۱۴٫۲              | ۱۲۲        | ۱۱٫۶                   | ۱۳۲       | ۱۶٫۷                  |
| برونئی                 | ۱۲۹      | ۱۴٫۱              | ۱۱۸        | ۱۲٫۵                   | ۱۳۶       | ۱۵٫۷                  |
| سیشل                   | ۱۳۰      | ۱۴٫۰              | ۱۲۷        | ۷٫۶                    | ۱۱۴       | ۲۰٫۵                  |
| جیبوتی                 | ۱۳۱      | ۱۳٫۵              | ۱۲۵        | ۸٫۶                    | ۱۲۶       | ۱۸٫۳                  |
| موریتانی               | ۱۳۲      | ۱۲٫۷              | ۱۳۲        | ۶٫۶                    | ۱۲۳       | ۱۸٫۵                  |
| سائوتومه و پرنسیپ      | ۱۳۳      | ۱۲٫۴              | ۱۲۹        | ۷٫۲                    | ۱۳۱       | ۱۶٫۹                  |
| کیپ ورد                | ۱۳۴      | ۱۱٫۸              | ۱۳۱        | ۶٫۹                    | ۱۳۵       | ۱۶٫۳                  |
| کامرون                 | ۱۳۵      | ۱۱٫۴              | ۱۳۳        | ۶٫۱                    | ۱۳۴       | ۱۶٫۴                  |
| غنا                    | ۱۳۶      | ۱۰٫۹              | ۱۵۵        | ۴٫۵                    | ۱۳۳       | ۱۶٫۶                  |
| موریس                  | ۱۳۷      | ۱۰٫۸              | ۱۴۰        | ۵٫۶                    | ۱۳۷       | ۱۵٫۷                  |
| ساحل عاج               | ۱۳۸      | ۱۰٫۳              | ۱۳۷        | ۵٫۸                    | ۱۳۸       | ۱۵٫۲                  |
| گامبیا                 | ۱۳۸      | ۱۰٫۳              | ۱۴۱        | ۵٫۶                    | ۱۳۹       | ۱۴٫۸                  |
| تایلند                 | ۱۴۰      | ۱۰٫۰              | ۱۳۰        | ۷٫۰                    | ۱۴۷       | ۱۲٫۷                  |
| لیبریا                 | ۱۴۱      | ۹٫۹               | ۱۴۲        | ۵٫۵                    | ۱۴۰       | ۱۴٫۲                  |
| بنین                   | ۱۴۲      | ۹٫۶               | ۱۵۰        | ۴٫۷                    | ۱۴۱       | ۱۴٫۲                  |
| جمهوری کنگو            | ۱۴۲      | ۹٫۶               | ۱۴۳        | ۵٫۵                    | ۱۴۳       | ۱۳٫۵                  |
| گینه بیسائو            | ۱۴۴      | ۹٫۵               | ۱۴۶        | ۵٫۰                    | ۱۴۲       | ۱۳٫۷                  |
| نیجریه                 | ۱۴۵      | ۸٫۹               | ۱۵۳        | ۴٫۶                    | ۱۴۵       | ۱۳٫۱                  |
| سنگال                  | ۱۴۶      | ۸٫۸               | ۱۵۷        | ۴٫۰                    | ۱۴۶       | ۱۲٫۹                  |
| سیرالئون               | ۱۴۷      | ۸٫۷               | ۱۶۳        | ۳٫۸                    | ۱۴۴       | ۱۳٫۳                  |
| پاکستان                | ۱۴۸      | ۸٫۶               | ۱۵۴        | ۴٫۶                    | ۱۵۱       | ۱۲٫۴                  |
| مالی                   | ۱۴۸      | ۸٫۶               | ۱۶۴        | ۳٫۸                    | ۱۵۲       | ۱۲٫۴                  |
| مالدیو                 | ۱۴۸      | ۸٫۶               | ۱۳۸        | ۵٫۸                    | ۱۵۸       | ۱۱٫۴                  |
| تانزانیا               | ۱۵۲      | ۸٫۴               | ۱۵۸        | ۴٫۰                    | ۱۴۸       | ۱۲٫۷                  |
| توگو                   | ۱۵۲      | ۸٫۴               | ۱۶۱        | ۳٫۹                    | ۱۵۰       | ۱۲٫۵                  |
| سومالی                 | ۱۵۴      | ۸٫۳               | ۱۶۲        | ۳٫۹                    | ۱۵۴       | ۱۲٫۳                  |
| آنگولا                 | ۱۵۵      | ۸٫۲               | ۱۵۹        | ۴٫۰                    | ۱۵۶       | ۱۲٫۱                  |
| زامبیا                 | ۱۵۶      | ۸٫۱               | ۱۶۹        | ۳٫۶                    | ۱۵۳       | ۱۲٫۴                  |
| گینه استوایی           | ۱۵۷      | ۸٫۰               | ۱۶۵        | ۳٫۸                    | ۱۴۹       | ۱۲٫۶                  |
| کومور                  | ۱۵۸      | ۷٫۸               | ۱۷۱        | ۳٫۳                    | ۱۵۵       | ۱۲٫۲                  |
| گینه                   | ۱۵۹      | ۷٫۷               | ۱۶۶        | ۳٫۷                    | ۱۵۷       | ۱۱٫۵                  |
| جمهوری آفریقای مرکزی   | ۱۶۰      | ۷٫۵               | ۱۶۷        | ۳٫۷                    | ۱۶۱       | ۱۰٫۹                  |
| موزامبیک               | ۱۶۱      | ۷٫۲               | ۱۷۲        | ۳٫۳                    | ۱۶۲       | ۱۰٫۵                  |
| کنیا                   | ۱۶۲      | ۷٫۱               | ۱۷۷        | ۲٫۸                    | ۱۶۰       | ۱۱٫۱                  |
| اندونزی                | ۱۶۳      | ۶٫۹               | ۱۴۷        | ۴٫۸                    | ۱۶۶       | ۸٫۹                   |
| کره شمالی              | ۱۶۴      | ۶٫۸               | ۱۳۴        | ۶٫۱                    | ۱۷۷       | ۷٫۳                   |
| جمهوری دموکراتیک کنگو  | ۱۶۵      | ۶٫۷               | ۱۷۰        | ۳٫۶                    | ۱۶۳       | ۹٫۷                   |
| سودان                  | ۱۶۵      | ۶٫۶               | ۱۳۵        | ۶٫۰                    | ۱۵۹       | ۱۱٫۳                  |
| بوتان (کشور)           | ۱۶۶      | ۶٫۴               | ۱۵۱        | ۴٫۷                    | ۱۷۱       | ۸٫۵                   |
| فیلیپین                | ۱۶۶      | ۶٫۴               | ۱۴۵        | ۵٫۲                    | ۱۷۵       | ۷٫۵                   |
| چین                    | ۱۶۸      | ۶٫۲               | ۱۳۶        | ۵٫۹                    | ۱۸۲       | ۶٫۵                   |
| چاد                    | ۱۶۹      | ۶٫۱               | ۱۷۴        | ۳٫۱                    | ۱۶۷       | ۸٫۹                   |
| سنگاپور                | ۱۶۹      | ۶٫۱               | ۱۳۹        | ۵٫۸                    | ۱۸۳       | ۶٫۳                   |
| رواندا                 | ۱۷۱      | ۵٫۸               | ۱۸۸        | ۱٫۹                    | ۱۶۴       | ۹٫۳                   |
| مالاوی                 | ۱۷۱      | ۵٫۸               | ۱۸۵        | ۲٫۲                    | ۱۶۵       | ۹٫۱                   |
| میانمار                | ۱۷۱      | ۵٫۸               | ۱۶۰        | ۴٫۰                    | ۱۷۸       | ۷٫۳                   |
| بورکینافاسو            | ۱۷۴      | ۵٫۶               | ۱۸۱        | ۲٫۶                    | ۱۷۲       | ۸٫۱                   |
| نیجر                   | ۱۷۵      | ۵٫۵               | ۱۸۳        | ۲٫۵                    | ۱۶۸       | ۸٫۷                   |
| افغانستان              | ۱۷۵      | ۵٫۵               | ۱۷۳        | ۳٫۲                    | ۱۷۳       | ۷٫۶                   |
| بوروندی                | ۱۷۷      | ۵٫۴               | ۱۸۶        | ۲٫۱                    | ۱۶۹       | ۸٫۶                   |
| اوگاندا                | ۱۷۹      | ۵٫۳               | ۱۹۰        | ۱٫۸                    | ۱۷۰       | ۸٫۶                   |
| ماداگاسکار             | ۱۷۹      | ۵٫۳               | ۱۷۵        | ۳٫۰                    | ۱۷۶       | ۷٫۵                   |
| لائوس                  | ۱۷۸      | ۵٫۳               | ۱۶۸        | ۳٫۷                    | ۱۸۱       | ۶٫۷                   |
| سری‌لانکا               | ۱۸۱      | ۵٫۲               | ۱۷۶        | ۲٫۹                    | ۱۷۹       | ۷٫۳                   |
| اریتره                 | ۱۸۲      | ۵٫۰               | ۱۸۷        | ۲٫۰                    | ۱۷۴       | ۷٫۶                   |
| کره جنوبی              | ۱۸۳      | ۴٫۷               | ۱۵۶        | ۴٫۴                    | ۱۸۸       | ۴٫۸                   |
| اتیوپی                 | ۱۸۴      | ۴٫۵               | ۱۸۹        | ۱٫۹                    | ۱۸۰       | ۶٫۹                   |
| ژاپن                   | ۱۸۵      | ۴٫۳               | ۱۴۸        | ۴٫۸                    | ۱۹۰       | ۳٫۷                   |
| نپال                   | ۱۸۶      | ۴٫۱               | ۱۷۸        | ۲٫۷                    | ۱۸۴       | ۵٫۴                   |
| هند                    | ۱۸۷      | ۳٫۹               | ۱۷۸        | ۲٫۷                    | ۱۸۵       | ۵٫۱                   |
| کامبوج                 | ۱۸۷      | ۳٫۹               | ۱۷۸        | ۲٫۷                    | ۱۸۹       | ۴٫۸                   |
| تیمور شرقی             | ۱۸۹      | ۳٫۸               | ۱۸۲        | ۲٫۶                    | ۱۸۷       | ۴٫۹                   |
| بنگلادش                | ۱۹۰      | ۳٫۶               | ۱۸۴        | ۲٫۳                    | ۱۸۶       | ۵٫۰                   |
| ویتنام                 | ۱۹۱      | ۲٫۱               | ۱۹۱        | ۱٫۶                    | ۱۹۱       | ۲٫۶                   |
| موناکو                 |          |                   |            |                        |           |                       |
| سان مارینو             |          |                   |            |                        |           |                       |
| سودان جنوبی            |          |                   |            |                        |           |                       |